# Neutralisation (kemi)

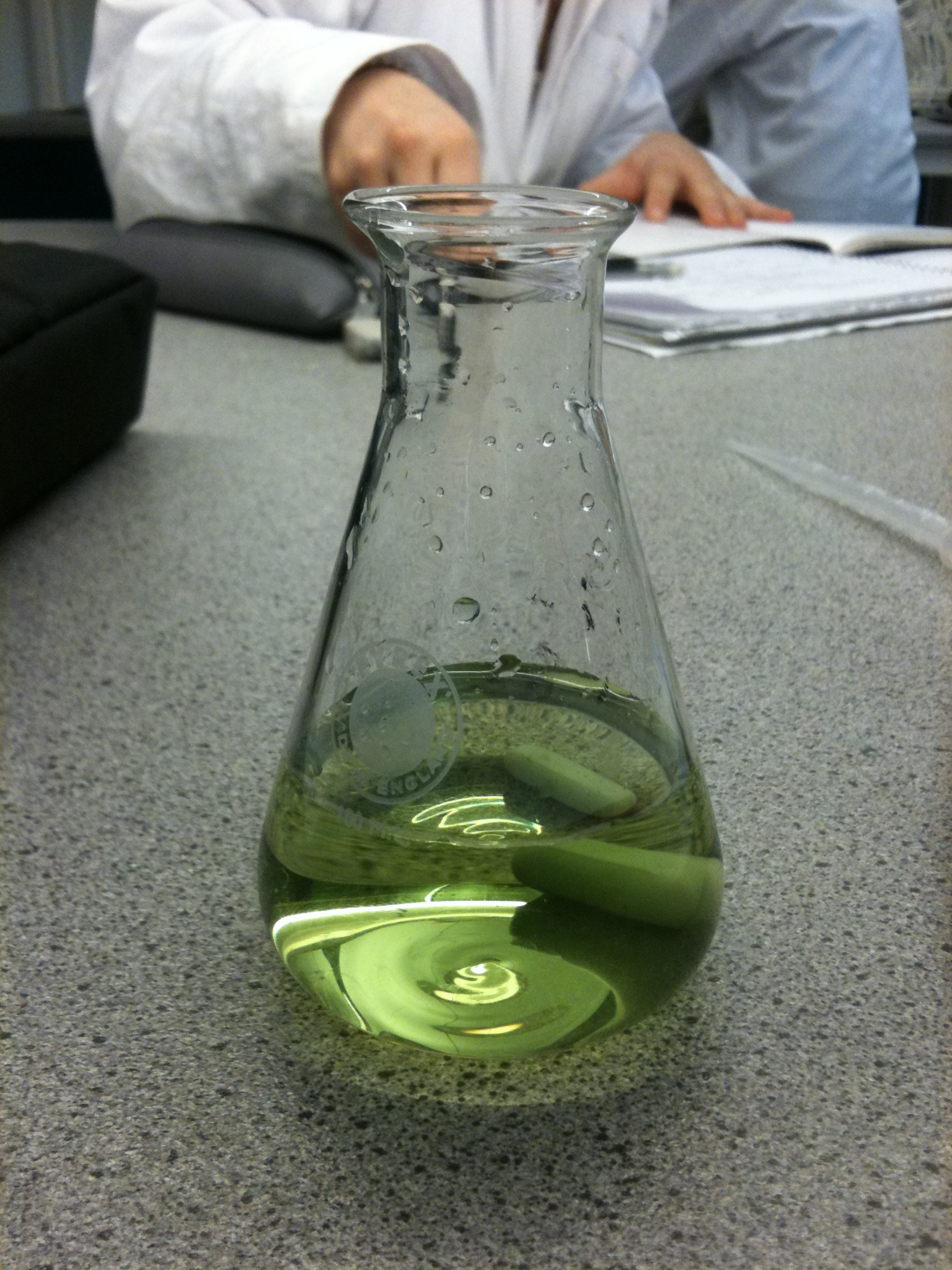
Neutralisationsreaktion mellan saltsyra och natriumhydroxid där bromotymolblått användes som pH-indikator. Här syns att lösningen är neutral då BTB ger grön lösning vid neutralisationspunkten.

Neutralisation är en kemisk reaktion mellan en syra och en bas så att ett salt (och vatten) bildas. Neutralisation är en mycket viktig process inom kemin.
Om man till en sur lösning tillsätter lika många hydroxidjoner som där finns vätejoner, blir lösningen neutral. Det innebär att den varken är sur eller basisk. Man har gjort en neutralisation.
Vanligt bordssalts kemiska beteckning är natriumklorid (NaCl). Det får man om man blandar basen natriumhydroxid (NaOH) med saltsyra (HCl). Ett annat exempel är ammoniak plus saltsyra som ger ammoniumklorid (även känt som salmiak, används i saltlakrits).

## Framställning av ett salt (genom neutralisation)
När man vill framställa ett salt (NaCl) så är det viktigt att tänka på att en bas kan vara mer koncentrerad än en syra och tvärt om. Blandar man en syra som är väldigt koncentrerad och en bas som är väldigt utspädd så blir lösningen med största sannolikhet sur och inte neutral. Istället för att blanda lika mycket av en syra och en bas så blandar man mer av respektive syra eller bas (beroende på vilken som är mest koncentrerad).
Det krävs väldigt lite syra för att sänka pH-värdet från 8 till 7, för att få ett optimalt resultat så kan man använda en glaspipett som man kan dosera syran med i mycket liten mängd. Det är viktigt att använda en glaspipett istället för en vanlig plastpipett, risken är stor att syran fräter igenom plasten.  

## Exempel på neutralisationsreaktioner
- Natriumhydroxid och saltsyra ger natriumklorid:

{\displaystyle {\rm {NaOH(aq)+HCl(aq)\rightarrow NaCl(aq)+H_{2}O(l)}}}
- Ammoniak och saltsyra ger ammoniumklorid:

{\displaystyle {\rm {NH_{3}(aq)+HCl(aq)\rightarrow NH_{4}Cl(s)}}}
- Natriumhydroxid och svavelsyra ger natriumsulfat:

{\displaystyle {\rm {2\ NaOH(aq)+H_{2}SO_{4}(aq)\rightarrow Na_{2}SO_{4}(aq)+2\ H_{2}O(l)}}}